# Dolichopeza (Trichodolichopeza) byersiana
Dolichopeza (Trichodolichopeza) byersiana is een tweevleugelige uit de familie langpootmuggen (Tipulidae). De soort komt voor in het Afrotropisch gebied.